# Winning Jah
Кингсли Ено Осаги, познат као Вининг Џа, нигеријски је ветеран реге музике, кантаутор, продуцент, оснивач дискографске куће, активист за људска права и филантроп. Основао је једну од првих дечјих реге група под називом "Ембаба реге група", која је освојила "Џон Плејер Голд Лиф" наргаду за најбоље нове реге извођаче 1989. Ова група је обрађивала песме Боба Марлија, што је допринело популаризацији Марлијеве музике у Бендел области (данас Едо област, Нигерија). Његове познате песме укључују "Big Man" , током деведесетих година (песма је била забрањена због политичке критике (3); "Deep Sea" је била рангирана на 3 позицији у трајању од једне недеље на Amnesty International Arms YouTube Music Chart.
"Homeless World" и "To Whom It May Concert feat. Naxis Dog" била је на 1 позицији на Reverbnation италијанској листи неколико недеља.
2016, албум "Nouveau Business" је обухватао ове песме. Песма "Trust" је добила позитивне критике у емитована је на канадским радио станицама, укључујући CJM radio. Нигеријски диск џокеј DJ Oscar  је позитивно реаговао на поменуту нумеру.

## Детињство, младост и каријера
Када је имао 6 година, почео је да се бави музиком з саставу дечје групе Ембаба Реге група. Током тог периода, грзпа је наступала у црквама, на јавним манифестацијама, театрима, укључујуши и Ебохон Центар, краљевску палату "Краљ Ередиаува". Џа је изјавио да успех дугује охрабрењу и подршци родитеља, као и сопственим способностима да засмеје поблику, што је инспирисало комерцијалне компаније да користе његов рад и личност за рекламирање производа, као Cabin biscuit, Stella pomade, и други.

## Музичка каријера
Раних деведесетих, објављује свој деби албум "Big Man". Албум је објављен у винил формату, са продајом више од 650,00 плоча у областима Лагос и Енугу; коришћен је на бројним комплиацијама и емитован на националним радио станицама, пре него што је био забрањен због политички провокативних текстова. Услед неповољних догађаја, привремено се повлачи са музицке сцене, али се поново појављује 2014, са новим именом "Ра Принц", касније "Расено", али се након фијаска враћа свом првобитном имену, Вининг Џа.
2015 сарађивао је са Уницефом и УН у борби против корупције, лажних међународних непрофитних организација које су биле активне у Африци. За време ове кампање, написао је и објавио песму “To Whom It May Concern, чији је текст превођен на три језика (енглески, француски и италијански). Ова нумера је заузела прво место на италијанској Reverbnation реге листи.
2016 потписује уговор са БП Рекордс из Сјединјених Америчких Држава, такође позната као ВПАЛ Мјузик, и објављује албум "Nouveau Business", и сингл "C-krit".
2017 објављује албум "Africa Inside Me" , на коме гостује Стефан Марли, син легендарног Боба Марлија.
Вининг Џа је сарађивао са реномираним извођачима као “Jahcoustix” “RAPHAEL”,Luciano Messenjah, Ky Mani Marley, “Baba Sissoko” . 2008, отворио је сцену за Miriam Makeba.

## Албуми
- Big Man (1990)[6]
- Nouveau Business (2016)
- Africa Inside Me (2017)

## Синглови
- Djembejazz (2014)
- To Whom It May Concern (2015)
- C-KRIT(2016)
- Now I KNOW (Made In Africa version) feat. Stephen Marley (2017))
- Rude Boy (2017)
- Chibok school Girls kidnapping (2017)
- EndTime (2018)

## колаборација
- Fela Kuti
- Naxis Dg
- Baba Sissoko
- Andrea Allione
- Mario Scrivano
- Caro Jiani
- Stephen Marley
- Jahcoustix
- Raphael
- Ginger Brew
- Mama Marjas
- Mamady Keita
- Kassoum Diarra
- King Wadada
- Miriam Makeba
- Oscar Doglio Sanchez
- Dyckoy
- Маја Спенсер
- Olga del Madagascar